# العلاقات النرويجية الغينية
العلاقات النرويجية الغينية هي العلاقات الثنائية التي تجمع بين النرويج وغينيا.

## مقارنة بين البلدين
هذه مقارنة عامة ومرجعية للدولتين:
| وجه المقارنة                                              | النرويج                                                   | غينيا       |
| --------------------------------------------------------- | --------------------------------------------------------- | ----------- |
| المساحة (كم2)                                             | 385.21 ألف                                                | 245.86 ألف  |
| عدد السكان (نسمة)                                         | 5.33 مليون                                                | 12.72 مليون |
| الكثافة السكانية (ن./كم²)                                 | 13.84                                                     | 51.74       |
| العاصمة                                                   | أوسلو                                                     | كوناكري     |
| اللغة الرسمية                                             | بوكمول، لغات السامي، نينوشك، اللغة النرويجية              | لغة فرنسية  |
| العملة                                                    | كرونة نروجية                                              | فرنك غيني   |
| الناتج المحلي الإجمالي (بليون دولار)                      | 398.83 مليار                                              | 10.50 مليار |
| الناتج المحلي الإجمالي (تعادل القوة الشرائية) بليون دولار | 322.23 مليار                                              | 15.24 مليار |
| الناتج المحلي الإجمالي الاسمي للفرد دولار أمريكي          | 74.40 ألف                                                 | 531         |
| الناتج المحلي الإجمالي للفرد دولار أمريكي                 | 65.61 ألف                                                 | 1.22 ألف    |
| مؤشر التنمية البشرية                                      | 0.944                                                     | 0.411       |
| رمز المكالمات الدولي                                      | +47                                                       | +224        |
| رمز الإنترنت                                              | .no                                                       | .gn         |
| المنطقة الزمنية                                           | ت ع م+01:00، ت ع م+02:00، توقيت وسط أوروبا، أوروبا/أوسلو ‏ | 00          |

## منظمات دولية مشتركة
يشترك البلدان في عضوية مجموعة من المنظمات الدولية، منها:
| علم المنظمة | اسم المنظمة                               | تاريخ انضمام النرويج | تاريخ انضمام غينيا |
| ----------- | ----------------------------------------- | -------------------- | ------------------ |
|             | مؤسسة التنمية الدولية                     | 24 سبتمبر 1960       | 26 سبتمبر 1969     |
|             | يونسكو                                    | 4 نوفمبر 1946        | 2 فبراير 1960      |
|             | وكالة ضمان الاستثمار متعدد الأطراف        | 9 أغسطس 1989         | 5 أكتوبر 1995      |
|             | الأمم المتحدة                             | 27 نوفمبر 1945       | 12 ديسمبر 1958     |
|             | الفريق المعني برصد الأرض                  | ?                    | ?                  |
|             | الاتحاد البريدي العالمي                   | ?                    | ?                  |
|             | البنك الدولي للإنشاء والتعمير             | 27 ديسمبر 1945       | 28 سبتمبر 1963     |
|             | منظمة حظر الأسلحة الكيميائية              | ?                    | ?                  |
|             | مؤسسة التمويل الدولية                     | 20 يوليو 1956        | 22 أكتوبر 1982     |
|             | المركز الدولي لتسوية المنازعات الاستشارية | 15 سبتمبر 1967       | 4 ديسمبر 1968      |
|             | منظمة التجارة العالمية                    | 1995                 | 25 أكتوبر 1995     |
|             | منظمة الشرطة الجنائية الدولية             | ?                    | ?                  |
|             | البنك الإفريقي للتنمية                    | 1963                 | ?                  |

## أعلام
هذه قائمة لبعض الشخصيات التي تربطها علاقات بالبلدين:
- على كيتا (لاعب كرة قدم سويدي، 8 ديسمبر 1986[22] – )

## وصلات خارجية
- موقع وزارة الخارجية النرويجية